# ポイボス (ゲーム)
ポイボスはコマンド型RPG。1984年発売。発売元は大名マイコン学院。当初はシリーズ化を前提に開発されており、正式タイトルは『ポイボス Part-I 脱出』。コンピュータRPGの草分け的存在といわれている。
原作者の「ひゃあ。えふ」によると、ゲーム名の由来はギリシア神話に登場する神ポイボスである。本来のスペルは「Phoebus」であるが、原作者によると、書籍のフリガナにローマ字表記「POIBOS」を当ててしまったという。

## 概要
当時としては非常に珍しく、多数のPC（PC-8801、FM-7、X1、MZ-700/1500/2200、パソピア7、日立ベーシックマスターLevel3）に発売された。予定では、さらに三菱のMULTI8までラインナップにあがっていたが、発売されたかは定かではない。
当時RPGよりもアドベンチャーゲームに人気が集まり、特に日本産RPGは日本国外ゲームの二番煎じ的な物が多く、人気がなかった。本製品は約3000本ほど販売され、当時としてはヒットした商品であった。しかし、途中で作者グループの解散などのトラブルがあり、現在も予定されている第2作目は、未だ発売されていない。
しかし、本作品は後述するシステム的には斬新な面が多く、ラストでメンバーの人選を誤ると、最後の最後で墜落してしまうなど独創的な面を発揮し異彩を放っていた。
当時、一部の熱狂的なファンの支持を得た。その影響からか権利者から許可をもらい、無償でWindows版が配布されている。

## システム
コマンド入力型のRPGで、移動・休息などを選択しながら行動する。マップはハードの制約などからスクエア表示では無いが、斜め移動が可能なマス目状とすることでカバーしている。移動の際にはパーティメンバーに進路の相談をすることができ、仲間にするべき人物の場所を教えてくれるキャラクターもいる。なお、移動でも地形に応じた体力を消費する。宿屋などの施設はないため体力の回復方法は休息のみ。休息は橋梁など一部を除けばどこでも出来るが、休息中に敵の攻撃を受ける場合もある。
スタート時には主人公一人だが、各地で仲間を集めてパーティーは最大6人まで増やすことができる。ただし、仲間にできるキャラクターは20人程度居る上、主人公を含め半分の3人は必須キャラクターとなるポイボス7聖人が占めるため
、誰を仲間にするかも重要となる。なお、一度仲間にしたキャラクターは自発的に離れる（逃亡する）場合を除き、死亡する・逃亡中に見捨てるなどする以外には仲間から外す事はできない。
戦闘は、事前に接近を感じたり、奇襲を受けたりして開始となる。味方には守備の配分を、敵には攻撃の配分をおこなう。守備配分100%とはそのキャラクターがすべての攻撃を受けることで、攻撃配分の100%はその敵に集中攻撃を行う意味となる。効率良く戦闘を行うには、戦力を集中して強敵を早いターンで撃破したり、守備配分を下げて弱い味方を守ったりするなどの戦略を立てる必要がある。
戦闘で敵を行動不能とした場合、武器を入手する場合がある。主人公たちは脱獄囚であるため、基本的には武器は敵から奪う以外には入手方法はない。また武器は戦闘のたびにエネルギーを消費し、0になると失われる。さらに、武器とキャラクターのパラメータが咬み合わない場合は、武器を装備するとかえって戦力が低下する。当時としては複雑で画期的なシステムで人気となった。

## ストーリー
暴君ダーク大帝が暴政を行うクラーネ星が西部を、賢君ザ・メイオウが治めるプルトーン星が東部を支配するケイオス星系。そんな中、西部辺境星ポイボスでは強大な軍事力を背景にしたダーク大帝の暴政に反発し、強力な惑星バリアを武器に次第に勢力を広げつつあった。そのため、ポイボスの台頭を恐れたクラーネは、ポイボスと友好関係にあったギルガム星を抱き込み、その高い技術力を使って最終兵器HPLを開発。ポイボス全土に放射されたHPLと惑星バリアの2つの巨大なエネルギーは衝突することで新たに異常なエレルギーを産み、その余波で惑星ポイボスは宇宙から消滅。逃げ延びた人々も大部分がクラーネの捕虜となった。
クラーネ星の捕虜収容所で息を引き取ったポイボスの長老ティタノアーは今際の際に青年『ジョーグ』に対し、ポイボス再興のため、ポイボス7聖人と新たなるポイボスとなる再建のための惑星を探すように伝え、一つの宝玉を託す。失われたポイボス再興のため、ジョーグのたった一人での戦いが始まる。

## 用語

### 国家・人種
ポイボス
クラーネに滅ぼされた西部辺境星。
クラーネ
星系西部を支配する軍事独裁国家。その人々は陰険とされる。
ゲルマデ
高い軍事力を持ちクラーネと軍事協定を結んでいるが、影では双子惑星ギルガムと結び密かに第3勢力となるべく力を蓄えている。
ギルガム
高い技術力を持つ。かつてはポイボスと友好関係にあったが、ダーク大帝の策略によりHPLを開発してしまった。クラーネ軍にもエンジニアやパイロットとして多くが編入されている。
ミカノメア
元はクラーネの植民星であり、独立した今でもダーク大帝が実験を握っている。そのため反乱軍がゲリラ活動を行なっている。
レムノス
弱小ながら、クラーネ、プルトーン双方と交易を行う商業星。
ヤマ
ヤマ教を強く信仰する。超能力者が多く、信仰と結びついた力は『神』を実在させており、クラーネの魔手を寄せ付けない。
ムスタフ
クラーネの植民星。住民は力が強く、奴隷として多くのムスタフ人が使役されている。
レト
辺境にあり、かつてはポイボスと交流があったが、ポイボス消滅と共に多くのものがクラーネに捕らえられた。住民はすべて超能力者で、予言を行うことができる。
プルトーン
星系東部を治め、クラーネとは敵対している。

### その他
HPL
Hybird-Photon-Laserの略。小型・携帯用としたものが武器としても登場する。
宝玉
ジョーグが長老ティタノアーから託された。ポイボス人を仲間に加えるたびに色が変わっていく。また、その際にポイボス人の仲間のみステータスが上昇する。
ヤマ教五高僧
ヤマ教に仕える5人の僧侶。身心技護和の力を授けてくれる。
ゼピュロス
脱出のための宇宙船だが故障している。また、脱出には機関士とパイロットが必要。

## 主な登場キャラクター
ポイボスに登場する主なキャラクター
- ジョーグ

主人公。3人のポイボス人の1人。脱出用の宇宙船の修理も可能。経験をつめば機関士にもパイロットになれる。脱出成功率は20%程度と低い。必須メンバー。
- リュキア

3人のポイボス人の1人で長老ティタノアーの孫娘。探知能力に長ける。多数の経験を積めばパイロットも機関士もできる。通常プレーでは難しい。チャレンジするのはやりこみの一種でマニア向け。必須メンバー。
- ミネル

3人のポイボス人の1人。クラーネに潜入していたポイボス軍諜報部員で最高の分析能力をもつ。機関士にもパイロットにもなれないと思われる。必須メンバー。上記3人のポイボス人が一人でも死亡するとゲームオーバーとなる。
- デロック

宇宙船ゼピュロスの位置を教えてくれる。一応船長。この船長がフラグとなって、宇宙船が発見できるようになる模様。影の必須メンバー。でも、宇宙船の場所がわかった後は死んでも良い。
- カーティス

パイロット。宇宙船のパイロットになれる。脱出に失敗した事が無いので、影の必須メンバー。船長と違い、絶対に殺してはいけない。
- グラッグ、テツノスケ、ヒャア。エフ（"ヒャア。エフ"がキャラクター名）

エンジニア。宇宙船の修理ができる。宇宙船の機関士はエンジニアしかできない。エンジニアは1人ずつしか出てこない模様。